# La vida inmoral de la pareja ideal
La vida inmoral de la pareja ideal è un film del 2016 diretto da Manolo Caro ed interpretato da Cecilia Suárez e Manuel Garcia-Rulfo.

## Trama
Gli adolescenti Lucio e Martina si incontrano durante i loro primi anni in una scuola cattolica privata a San Miguel de Allende. Scoprendo un'alchimia indescrivibile tra loro, i due iniziano ad esplorare la propria sessualità, innamorandosi sempre più profondamente.
Il film racconta la loro storia in una serie di flashback, con la trama vera e propria ambientata 25 anni dopo, quando Martina e Lucio si sono separati a causa di uno scandalo che ha posto fine alla loro storia d'amore al liceo, ma si riuniscono grazie ad un incontro casuale per strada. Entrambi intenzionati ad impressionare l'altro facendogli credere di avere una vita felice arriveranno addirittura ad inventarsi falsi coniugi e famiglie.

## Riconoscimenti
- 2017 - Premio Ariel
  - Candidatura al Premio Ariel per la miglior attrice non protagonista a Mariana Treviño

- 2017 - Mexican Cinema Journalists
  - Candidatura al Silver Goddess per la miglior attore bambino a Nina Rubín